# チペワイアン語
チペワイアン語（チペワイアンご、チペワイアン語: ᑌᓀᓱᒼᕄᓀ、英: Chipewyan language）はアサバスカ諸語に属する言語である。話者はカナダ北西部に居住するチペワイアンの人々である。

## 言語名別称
- Dene
- Chipewyan
- Dëne Súline
- デネスリン語
- デネ語
- チペワイヤン語
- チペウヤン語
- チプウィヤン語
- チペワ語

## 方言
- イエローナイフ方言（Yellowknife）